# ヘキラク
ヘキラクは日本の競走馬。皐月賞と安田記念を制した馬で、同期にはダービー馬ハクチカラ・菊花賞馬キタノオー・オークス馬フエアマンナがいる。引退後は種牡馬ともなった。

## 戦績
1955年10月22日にデビューを果たしたが、順調には行かず3歳時は7戦1勝に終わった。ハクチカラが勝った3戦目とキタノオーが勝った6戦目（朝日盃3歳ステークス）以外は2着となっている。
翌年（1956年）、4歳になったヘキラクは5戦2勝、2着2回、3着1回の戦績を収めたのち、クラシック緒戦の皐月賞に向かう。16頭立て単勝9番人気の低評価であったが、1番人気のキタノオーを出し抜きレコードタイムで優勝した。
その後は1957年末まで現役を続けたが、同期が強豪揃いだったこともあり、重賞勝ちはハンデ戦時代の安田賞（現・安田記念）と今はなきクモハタ記念だけに終わった。ハクチカラとは再三対戦したが、先着したのは2回にとどまった。これはキタノオー（6回）や牝馬のフエアマンナ（5回）にも劣るものである。
当時はヘキラクが得意とする中距離路線（1600 - 2000メートル）の重賞が現在ほど整っていなかった。イツセイ（幻の馬トキノミノルの同期で、トキノミノルの出走していない2000メートル以下のレースは全勝）ほどの良績ではなかったものの、彼とともに「生まれた時期が早すぎた名マイラー」と評価する人も少なくない。

## 血統
ヘキラクはアメリカからの持込馬で、母父のDiscoveryは「Iron Horse（アイアンホース）」という呼び名で親しまれた名馬である。Native DancerおよびBold Rulerの母父としても有名である。しかし、古馬になってからの成績が振るわなかったことと国産種牡馬冷遇時代ということもあって産駒に恵まれず、種牡馬としては失敗に終わった。なお、1971年までは種牡馬として種付けをしていた。
近親にムーラン・ド・ロンシャン賞を制したハビタットがいる。

### 血統表
| ヘキラクの血統（フェアトライアル系（フェアウェイ系） / 5代までアウトブリード） | ヘキラクの血統（フェアトライアル系（フェアウェイ系） / 5代までアウトブリード） | ヘキラクの血統（フェアトライアル系（フェアウェイ系） / 5代までアウトブリード） | （血統表の出典）  | （血統表の出典）  |
| 父 Mafosta 1942 栗毛                                                           | 父の父Fair Trial 1932 栗毛                                                     | Fairway                                                                        | Phalaris          | Phalaris          |
| 父 Mafosta 1942 栗毛                                                           | 父の父Fair Trial 1932 栗毛                                                     | Fairway                                                                        | Scapa Flow        |                   |
| 父 Mafosta 1942 栗毛                                                           | 父の父Fair Trial 1932 栗毛                                                     | Lady Juror                                                                     | Son-in-Law        | Son-in-Law        |
| 父 Mafosta 1942 栗毛                                                           | 父の父Fair Trial 1932 栗毛                                                     | Lady Juror                                                                     | Lady Josephine    |                   |
| 父 Mafosta 1942 栗毛                                                           | 父の母Slap and Tickle 1932 栗毛                                                | Greek Bachelor                                                                 | Bachelor's Double | Bachelor's Double |
| 父 Mafosta 1942 栗毛                                                           | 父の母Slap and Tickle 1932 栗毛                                                | Greek Bachelor                                                                 | Mitylene          |                   |
| 父 Mafosta 1942 栗毛                                                           | 父の母Slap and Tickle 1932 栗毛                                                | Ferns                                                                          | Willaura          | Willaura          |
| 父 Mafosta 1942 栗毛                                                           | 父の母Slap and Tickle 1932 栗毛                                                | Ferns                                                                          | Hors de Combat    |                   |
| 母 *ミンクス Minx 1945 鹿毛                                                    | 母の父Discovery 1931 栗毛 アメリカ                                             | Display                                                                        | Fair Play         | Fair Play         |
| 母 *ミンクス Minx 1945 鹿毛                                                    | 母の父Discovery 1931 栗毛 アメリカ                                             | Display                                                                        | Cicuta            |                   |
| 母 *ミンクス Minx 1945 鹿毛                                                    | 母の父Discovery 1931 栗毛 アメリカ                                             | Ariadne                                                                        | Light Brigade     | Light Brigade     |
| 母 *ミンクス Minx 1945 鹿毛                                                    | 母の父Discovery 1931 栗毛 アメリカ                                             | Ariadne                                                                        | Adrienne          |                   |
| 母 *ミンクス Minx 1945 鹿毛                                                    | 母の母Savage Beauty 1934 鹿毛                                                  | Challenger                                                                     | Swynford          | Swynford          |
| 母 *ミンクス Minx 1945 鹿毛                                                    | 母の母Savage Beauty 1934 鹿毛                                                  | Challenger                                                                     | Sword Play        |                   |
| 母 *ミンクス Minx 1945 鹿毛                                                    | 母の母Savage Beauty 1934 鹿毛                                                  | Khara                                                                          | Kai-Sang          | Kai-Sang          |
| 母 *ミンクス Minx 1945 鹿毛                                                    | 母の母Savage Beauty 1934 鹿毛                                                  | Khara                                                                          | Decree F-No.4-r   |                   |